# VN-vrouwenvertegenwoordiger
De VN-vrouwenvertegenwoordiger wordt sinds 1947 benoemd om namens de Nederlandse vrouw te spreken bij de Algemene Vergadering van de Verenigde Naties. Nederland heeft als een van de weinige landen een speciale vrouwenvertegenwoordiger en heeft als enige heel consequent ieder jaar een vrouwenvertegenwoordiger gestuurd. De vertegenwoordiger wordt ieder jaar gekozendoor de Nederlandse Vrouwen Raad en maakt deel uit van de Nederlandse delegatie. De vrouwenvertegenwoordiger wordt voor de duur van één jaar benoemd. In dat jaar trekt ze het land in om input te krijgen voor de toespraak die ze in oktober zal geven bij een commissie van de Algemene Vergadering van de Verenigde Naties in New York. De eerste vrouwenvertegenwoordiger was Marga Klompé in 1947.

## Lijst met alle vrouwenvertegenwoordigers op chronologische volgorde
Hieronder een lijst met vrouwen die reeds vertegenwoordiger zijn geweest:
- 1947 Marga Klompé
- 1948 (en 1945) Hilda Verwey-Jonker
- 1949 en 1950 Jeanne Fortainer-de Wit
- 1951 Anna de Waal
- 1952 (en 1946) Gesina van der Molen
- 1953 en 1954 Netty de Vink
- 1955 Nancy Zeelenberg
- 1956 Liesbeth Ribbius Peletier
- 1957 en 1958 Joke Corver-van Haaften / Joke Stoffels-van Haaften
- 1959 Fenna Diemer-Lindeboom
- 1960 Hanny Pelleboer-Beuker
- 1961 en 1962 Netty de Vink
- 1963 en 1964 Took Heroma-Meilink
- 1965 Els Veder-Smit
- 1966 Anne Rempt
- 1968 A.J.H. Gaasterland-Braaksma
- 1969 J. Schim van der Loeff-Mackay
- 1970 en 1971 Vera Hamm-Rijsdijk
- 1972 en 1973 Andrea van Belle-van der Ster
- 1974 Len Rempt-Halmmans de Jongh
- 1975 Mechta van den Boogaart-Selhorst
- 1976 Hanske Evenhuis-van Essen
- 1977 Hanja Maij-Weggen
- 1978 Jolien Bogaards
- 1979 Geke Faber
- 1980 H.T.h. Ten Hagen-Pot
- 1981 Sari van Heemskerk Pillis-Duvekot
- 1982 Ina Kakes-Veen
- 1983 Beatrice Bos-Beernink
- 1984 Ineke Lelijveld-Mulder
- 1985 Loes Brader-Breukel
- 1986 Maria Chorus-Menken
- 1987 Lea Dingjan Laarakker
- 1988 Sylvia Brilstra-Oosterhuis
- 1989 en 1990 Philo Weijenborg-Pot
- 1991 Flora van Houwelingen
- 1992 Ann Mannen
- 1993 Esther Appelo
- 1994 Marian Nauta-Blijham
- 1995 Lily Hutjes-Boelaars
- 1996 Annelies Pierrot-Bults
- 1997 Trix van Kuilenburg-Lodder
- 1998 Tine van der Stroom-van Ewijk
- 1999 Alice Bouman-Dentener
- 2000 Eva Latham
- 2001 Han Deggeler
- 2002 Jikky Dençelek-Lettinga
- 2003 Margit van der Steen
- 2004 Ine van Hoorn
- 2005 Mathilde van den Brink
- 2006 Marieke Sanders-ten Holte
- 2007 Regina Smit
- 2008 Hester Maij
- 2009 Marian ter Haar
- 2010 Caecilia van Peski
- 2011 Kirsten van den Hul
- 2012 Anke Vervoord
- 2013 Josette Dijkhuizen
- 2014 Margriet van der Linden
- 2015 Irene Hemelaar
- 2016 Marije Cornelissen
- 2017 Jamila Aanzi
- 2018 Willemien Koning
- 2019 Clarice Gargard
- 2020 en 2021 Angela Maas
- 2022 Enaam Ahmed Ali
- 2023 Chantal Korteweg
- 2024 Hoba Gull
- 2025 Marica Wismeijer